# Enns (rivière)
Pour les articles homonymes, voir Enns.
L’Enns est un affluent de la rive droite du Danube. Il est long de 254 km (320 km selon d’anciennes sources). Pendant la plus grande partie de son cours, il coule au milieu des Alpes dans une vallée longitudinale qui suit la limite géologique entre les alpes centrales cristallines et les préalpes calcaires du nord.

## Géographie
Il prend sa source dans le Land de Salzbourg dans les Radstädter Tauern à 1 375 m d’altitude. Il coule vers l'est, traverse Radstadt (4 800 habitants) et passe ensuite en Styrie dans la station de sports d’hiver de Schladming (6 700 habitants) et forme pendant 100 km une longue et large vallée bordée au nord par les falaises de calcaire du massif du Dachstein et au sud par les pentes douces des Niedere Tauern. La plus grosse ville de cette vallée est Liezen (8 200 habitants) qui est aussi la capitale du district. Après Admont (5 000 habitants) et son abbaye, il traverse une gorge de 15 km, les Gesäuse qui lui permettent de franchir les Alpes de la vallée de l'Enns. Il tourne vers le nord, reçoit sur sa droite les eaux de la Salza peu avant son entrée en Haute-Autriche, reçoit ensuite à gauche celle de la Steyr lors de la traversée de la ville de Steyr (un centre métallurgique, 40 000 habitants) et forme ensuite la frontière entre la Haute-Autriche (anciennement l’Autriche au-dessus de l'Enns) et la Basse-Autriche (anciennement l’Autriche en dessous de l’Enns) jusqu'à son confluent dans le Danube juste après la ville de Enns (11 000 habitants, Lauriacum au temps des Romains) en face de Mauthausen à 245 m d'altitude. Pendant l’occupation (1945-1955), c’est donc sur un pont de l’Enns que se trouvait la principale frontière entre la zone soviétique et les zones occidentales. 
Dix centrales électriques ont été construites sur l'Enns assurant une production de 345 MW essentiellement pendant la semaine de 8 à 21 heures. Le débit est donc plus important pendant la journée que pendant la nuit. Ces centrales sont placées sous la direction de Ennskraftwerk AG, une filiale de la Verbund. Le débit à Admont est de 50 m3/s et de 200 m3/s au confluent.
L’Enns est particulièrement apprécié des amateurs de kayak. Une piste cyclable (R7) de plus de 240 km a été tracée le long de son cours depuis la source jusqu’au Danube.

## Affluents principaux
- La Steyr est une rivière de Haute-Autriche de 68 km qui prend sa source dans le Totes Gebirge (« les montagnes mortes ») à Hinterstoder à 850 m d'altitude. Elle traverse le parc national des Alpes Calcaires (Kalkalpen), alimente deux centrales électriques et rejoint l'Enns dans la ville de Steyr. Ce n'est que depuis la dernière ère glaciaire que la Steyr est un affluent de l’Enns. Auparavant, la Steyr s’écoulait par la vallée de la Krems et donc dans la Traun.
- La Salza prend sa source au-dessus de Mariazell en Basse-Autriche. Elle est longue de 88 km. Beaucoup des sources de ses affluents sont captées pour alimenter Vienne en eau par un long aqueduc. La Salza est appréciée pour le kayak et la pêche à la mouche.
- La Palten est une rivière de Styrie d’une longueur de 46 km qui coule le long de l’autoroute A9.